# Dysomma melanurum
Dysomma melanurum är en fiskart som beskrevs av Johnson T. F. Chen och Herman Ting-Chen Weng, 1967. Dysomma melanurum ingår i släktet Dysomma och familjen Synaphobranchidae. Inga underarter finns listade i Catalogue of Life.